# Vlag van Anzoátegui

Vlag van Anzoátegui (ratio 2:3)

De vlag van Anzoátegui is een horizontale driekleur in de kleuren blauw, geel en groen met in het midden een afbeelding van het oppervlak van Anzoátegui en linksboven het wapen van deze Venezolaanse staat.
De blauwe baan symboliseert de luchten boven Anzoátegui, de Caraïbische Zee en de rivieren die door de staat stromen. De gele baan staat voor de zon en het volk. De groene baan symboliseert de weelde van de Anzoáteguiaanse natuur. De zwarte kleur van het silhouette van de staat beeldt de olierijkdom van de Anzoáteguiaanse bodem uit.
Het ontwerp van de vlag werd gepresenteerd op 19 mei 1999. Op 16 juni van hetzelfde jaar werd de vlag in gebruik genomen.